# Typhlodromus galpinii
Typhlodromus galpinii är en spindeldjursart som beskrevs av Ueckermann, Zannou och Moraes 2008. Typhlodromus galpinii ingår i släktet Typhlodromus och familjen Phytoseiidae. Inga underarter finns listade i Catalogue of Life.